# Marko Tomas
Marko Tomas, hrvaški košarkar * 3. januar 1985 Koprivnica, SR Hrvaška, SFRJ.
Je eden najboljših hrvaških košarkarjev. Trenutno igra za klub Gaziantep Basketbol v turški Basketbol Süper Ligi (BSL). Hrvaško košarkarsko reprezentanco je zastopal tudi na mednarodni ravni. Visok je 2,01 m, igra na položaju branilca in krilnega igralca.